# Spanish Blues Band
Spanish Blues Band è un album di Willie Bobo, pubblicato dalla Verve Records nel 1967.

## Tracce
Lato A
1. Tweedlee Dee – 2:22 (Winfield Scott) – Registrato il 12 febbraio 1968 a New York
2. I Heard It Through the Grapevine – 3:05 (Norman Whitfield, Barrett Strong) – Registrato il 12 febbraio 1968 a New York
3. I Wish It Would Rain – 4:42 (Roger Penzabene, Barrett Strong, Norman Whitfield) – Registrato il 4 marzo 1968 a New York
4. Bad, Bad Whiskey – 2:30 (Thomas Maxwell Davis) – Registrato il 9 febbraio 1968 a New York
5. I Want to Walk You Home – 2:29 (Fats Domino) – Registrato il 12 febbraio 1968 a New York

Lato B
1. Walk Away Renee – 3:02 (Michael Brown, Bob Calilli, Tony Sansone) – Registrato il 4 marzo 1968 a New York
2. Move on Over – 2:59 (Bert Keyes, Willie Bobo) – Registrato il 12 marzo 1968 a New York
3. Stuff – 2:41 (Sonny Henry) – Registrato il 9 febbraio 1968 a New York
4. (Sittin' On) The Dock Of The Bay – 2:42 (Steve Cropper, Otis Redding) – Registrato il 19 febbraio 1968 a New York
5. Many Tears Ago – 3:10 (Winfield Scott) – Registrato il 4 marzo 1968 a New York
6. Soul Cookin' – 2:21 (Clowney) – Registrato il 16 febbraio 1968 a New York

## Musicisti
- Willie Bobo - timbales
- Altri musicisti non accreditati